# Рєпкін Олександр Олександрович
Олекса́ндр Олекса́ндрович Рє́пкін  (*28 липня 1980, Донецьк, УРСР) — президент енергетичної асоціації «Українська воднева рада», власник ТОВ «Грін енерджі Токмак», експерт із водневої економіки, відновлюваної енергетики. Радник міністра закордонних справ України з питань водневої економіки. З 2022 року — спеціальний представник Міністра закордонних справ України з питань економічної дипломатії.

## Біографія
Народився 28 липня 1980 року в місті Донецьку.
З 1997 по 2002 рік навчався у Національній академії СБУ за спеціальністю «Правознавство».
З 2002 по 2010 служив у СБУ.
У 2011 році Олександр Рєпкін став співзасновником ТОВ «ТР-консалтинг», яке спеціалізувалося на виробництві металоконструкцій, металовиробів і паливних пелет.
З 2011 по 2012 рік працював юристом у ТОВ «Грін енерджі Токмак», з 2012 року — голова наглядової ради. Підприємство спеціалізується на електрогенерації, будівництві та експлуатації сонячних електростанцій.
Протягом 2015—2019 років Олександр Рєпкін — депутат політичної партії «Опозиційний блок», голова постійної комісії з питань будівництва, транспорту, зв'язку, паливно-енергетичного комплексу Запорізької обласної ради.
У лютому 2018 року став президентом громадської спілки "Енергетична асоціація «Українська воднева рада». Асоціація займається розвитком «зеленої» водневої економіки.
У липні 2020 року обійняв посаду радника міністра закордонних справ із питань розвитку водневої економіки.
У серпні 2020 року Олександр Рєпкін призначений головою експертної робочої групи з питань водневої енергетики в експертній раді Міністерства енергетики.
З червня 2021 року — голова громадської ради Державного агентства з енергоефективності України.
З серпня 2021 року Олександр Рєпкін — учасник міжвідомчої робочої групи з розробки водневої стратегії України.
Автор п'яти наукових статей щодо розвитку водневої енергетики. Аспірант кафедри вітроенергетики Інституту відновлюваної енергетики України.

## «Українська воднева рада»
Олександр Рєпкін очолює громадську спілку Енергетична асоціація «Українська воднева рада» з 2018 року.
У межах цієї діяльності займається розвитком «зеленої» водневої енергетики, поширенням водневих технологій в різних галузях промисловості та бізнесу з метою підвищення їхньої енергоефективності. Об'єднує представників енергетичного бізнесу, інвесторів, вчених і політичних діячів.
«Українська воднева рада» є асоційованим членом Hydrogen Europe, галузевого енергетичного агентства у структурі Єврокомісії.

## Воднева енергетика
У 2018 році офіційна делегація «Української водневої ради» під керівництвом Олександра Рєпкіна вперше презентувала Україну, взявши участь у засіданні Hydrogen Europe і FCH JU нарівні із представниками світової енергетичної галузі.
У 2020 році спільно з Інститутом відновлюваної енергетики НАН України команда «Української водневої ради» розробила атлас потенціалу відновлюваних джерел енергії регіонів України. Документ був презентований у Брюсселі на міжнародному форумі основних учасників водневої трансформації Європи. У тому ж році Олександр Рєпкін і «Українська воднева рада» спільно з Hydrogen Europe розробили план створення виробництва «зеленого» водню.
У 2021 році «Українська воднева рада» разом з партнерами опублікували Білу книгу «Офшорна вітроенергетика і „зелений“ водень: відкриття нових меж енергетичної потужності України». Рєпкін виступив співавтором книги.
У 2021 році Олександр Рєпкін і команда «Української водневої ради» вперше ввезли та сертифікували в Україні водневий автомобіль японської марки Toyota. Проводиться робота над відкриттям першої водневої заправки в Україні, яка повинна бути відкрита у 2022 році.

## Суспільна діяльність
Олександр Рєпкін — президент і головний спонсор дитячого футбольного клубу «Дизеліст» (Токмак).

## Особисте життя
Дружина — Рєпкіна Віра. У Олександра двоє дітей — Микола і Родіон.